# Vacaciones de verano (película)
Vacaciones de verano es una película española de comedia del año 2023, dirigida y escrita por Santiago Segura y protagonizada por él mismo.

## Argumento
Dos amigos, Oscar y Félix, pierden su trabajo y se ven obligados a aceptar un trabajo temporal como animadores infantiles en un hotel de lujo. Al ser ambos divorciados, les tocan sus hijos un mes de verano y les es imposible compaginarlo con el trabajo, con lo cual deciden llevarse a los niños y ocultarlos en el hotel, escondidos en la zona de empleados... pero el plan resulta ser un desastre.

## Reparto
- Santiago Segura como Félix
- Leo Harlem como Óscar
- Patricia Conde como Cristina
- Cristina Gallego como Patricia
- Sirena Segura como Carmen
- Javier García como Cristóbal
- Daniela Pintado como Laura
- Marta González de Vega como Bárbara
- Rodrigo Gibaja Benito como Mauro
- Nicolás Rodicio como Gustavito
- Hugo Simón Blasco como Hugo
- Fernando Gil como Luis
- Antonio Resines como Cuñado de Óscar
- David Guapo como Jefe
- Florentino Fernández como Mendigo
- Santiago Urrialde como Cocinero Crepes
- El Monaguillo como Cómico
- Mar Abascal como Madre de Cristóbal y Laura

## Rodaje
Vacaciones de verano fue rodada en Tenerife en los últimos meses del 2022 y trajo hasta la Isla no solo a los conocidos actores anteriormente mencionados sino también a los niños que protagonizan la cinta, Sirena Segura, Javier García, Hugo Simón Blasco y Daniela Pintado.